# Maurice Touzé
Pour les articles homonymes, voir Touzé.
Maurice Raphaël Léon Touzé, né le 7 février 1905 à Asnières-sur-Seine (Hauts-de-Seine) et mort le 24 décembre 1972 à Villejuif (Val-de-Marne), est un acteur français.

## Filmographie
Courts métrages
- 1919 : Popaul et Virginie d'Adrien Caillard : Popaul
- 1920 : Le Syndicat des fessés / Le Syndicat des petits fessés d'Adrien Caillard : Nestor Pancucule
- 1920 : Poucette ou le plus jeune détective du monde - Épisode 1 : En plein mystère d'Adrien Caillard : Poucette
- 1920 : Poucette ou le plus jeune détective du monde - Épisode 2 : Jusqu'au bout, j'attendrai d'Adrien Caillard : Poucette

Longs métrages
- 1921 : Un million dans une main d'enfant d'Adrien Caillard : Michel
- 1922 : Pasteur de Jean Epstein et Jean Benoit-Lévy : Louis Pasteur, enfant
- 1923 : Vent debout de René Leprince : le mousse
- 1924 : La Belle Nivernaise de Jean Epstein : Victor Maugendre
- 1924 : Les Grands d'Henri Fescourt : le futur parlementaire
- 1925 : La Fille de l'eau de Jean Renoir : la Fouine
- 1929 : Peau de pêche de Jean Benoit-Lévy et Marie Epstein : Peau de Pêche, jeune homme